# فرانک مک‌دونالد (کارگردان)
فرانک مک‌دونالد (انگلیسی: Frank McDonald؛ ۹ نوامبر ۱۸۹۹ – ۸ مارس ۱۹۸۰) یک کارگردان فیلم و تلویزیون، فیلم‌بردار، و تهیه‌کننده اهل ایالات متحده آمریکا و بین سال‌های ۱۹۳۵–۱۹۶۶ میلادی به فعالیت مشغول بود. وی کارگردانی بیش‌از ۱۰۰ فیلم، از جمله فیلم‌های وسترن با بازی جین اتری و روی راجرز را بر عهده داشت.

## فیلم شناسی
- [[|]] (۱۹۳۵)
- جزیره خشم (۱۹۳۶)
- [[|]] (۱۹۳۷)
- [[|]] (۱۹۳۸)
- [[|]] (۱۹۴۰)
- [[|]] (۱۹۴۱)
- [[|]] (۱۹۴۱)
- [[|]] (۱۹۴۱)
- [[|]] (۱۹۴۲)
- [[|]] (۱۹۴۳)
- [[|]] (۱۹۴۳)
- [[|]] (۱۹۴۳)
- [[|]] (۱۹۴۴)
- [[|]] (۱۹۴۴)
- [[|]] (۱۹۴۴)
- [[|]] (۱۹۴۴)
- [[|]] (۱۹۴۵)
- [[|]] (۱۹۴۵)
- [[|]] (۱۹۴۵)
- [[|]] (۱۹۴۵)
- [[|]] (۱۹۴۶)
- [[|]] (۱۹۴۶)
- [[|]] (۱۹۴۸)
- [[|]] (۱۹۴۸)
- [[|]] (۱۹۴۹)
- [[|]] (۱۹۵۰)
- [[|]] (۱۹۵۰)
- [[|]] (۱۹۵۱)
- [[|]] (۱۹۵۱)
- [[|]] (۱۹۵۲)
- [[|]] (۱۹۵۲)
- [[|]] (۱۹۵۳)
- [[|]] (۱۹۶۵)